# Блаже Кръстев
Блаже Кръстев, наричан Биринчето, е български революционер, крушевски войвода на Вътрешната македоно-одринска революционна организация.

## Биография
Блаже Кръстев е роден през 1873 година в Бирино, тогава в Османската империя. Там се включва във ВМОРО и организира собствена чета. През Илинденско-Преображенското въстание, заедно с Иван Наумов-Алябака, на 2 август превземат турските казарми в Крушево. Под ръководството на Пито Гули Блаже Кръстев отбранява града от турските нападения.
След въстанието Блаже Кръстев е от малцината войводи, които остават на територията на Македония, за да продължат да организират чети. В края на 1904 година се включва в четата на Гюрчин Наумов-Пляка и при Иван Наумов-Алябака, с който във Велешко се бори със сръбската пропаганда в Македония. През 1905 година участва в обединените антисръбски действия, заедно с четите на Дамян Груев, Георги Сугарев и Иван Наумов-Алябака, в Поречието и Азот. До смъртта на Гюрчин войвода е негов заместник, а след това става районен войвода, като за кратко го замества Петър Юруков. През 1907 година е Крушовски районен войвода, помощник му е Георги Ралев и действат с общо 20 четници.
Блаже Кръстев, за кратко легален след Младотурската революция. При опит да бъде арестуван от 12 жандармеристи, той повежда сражение, избива всички и бяга в България през 1909 година, като след това е изпратен от Тодор Александров обратно в Крушевско. Много хора в Крушевско са арестувани и изтезавани за укривателство на Блаже Кръстев, а девет души са осъдени от властите на 16 и 5 години затвор.
Загива на 31 май 1911 година, в борба с четата на преминалия на младотурска страна Дончо Тодоров от Стара Загора, край Журче. Трупът му е занесен първо в Крушево, после в Битоля, където е фотографиран.
Синът му Петър Блажев Кръстев (1899 – 1965) е деец на Крушевското благотворително братство в София.

## Памет
В София в квартал „Баталова воденица“ на негово име е наречена улица „Блаже Биринчето“. След Деветосептемврийския преврат комунистическата власт я преименува в 1950 година на улица „Златна нива“.

## Галерия
- Блаже Биринчето
- Трупът на Блаже Биринчето